# Kanwangiri
Kanwangiri är ett periodiskt vattendrag i Burundi.   Det ligger i provinsen Makamba, i den södra delen av landet, 110 kilometer sydost om huvudstaden Bujumbura.
Omgivningarna runt Kanwangiri är en mosaik av jordbruksmark och naturlig växtlighet. Runt Kanwangiri är det tätbefolkat, med 297 invånare per kvadratkilometer.